# Carrabelle
Carrabelle è un comune degli Stati Uniti d'America, situato in Florida, nella Contea di Franklin.